# 일본 사람 목록
다음은 저명한 일본인 목록이다.

## 저자
- 아베 코보
- 아쿠타가와 류노스케
- 마쓰오 바쇼
- 다자이 오사무
- 가와바타 야스나리
- 미시마 유키오
- 무라카미 하루키
- 오에 겐자부로
- 무라사키 시키부
- 세이 쇼나곤
- 나쓰메 소세키
- 다니자키 준이치로
- 요시다 겐코

## 회사 설립자
- 아이카와 요시스케
- 후지사와 다케오
- 혼다 히로토시
- 마쓰시타 고노스케
- 미키타니 히로시
- 다카토시 미츠이
- 고키치 미키모토
- 혼다 소이치로
- 마쓰다 주지로
- 스즈키 미치오
- 도요다 에이지
- 도요다 기치로
- 도요다 사키치

## 교육인
- 모리 아리노리
- 마키구치 쓰네사부로
- 후쿠자와 유키치
- 가노 지고로

## 역사가
- 이에나가 사부로
- 노부오 간다
- 마루야마 마사오 (정치학자)
- 나이토 고난
- 하타 이쿠히코
- 기타오카 시니치
- 기무라 간
- 이나바 이치로
- 이노세 나오키

## 군사 지도자

### 사무라이

#### ㄱ
- 가모 가타히데
- 가모 우지사토
- 가와카미 겐사이
- 가타기리 가쓰모토
- 가토 기요마사
- 겐뇨
- 고바야카와 다카카게
- 고바야카와 히데아키
- 구로다 기요타카
- 구로다 요시타카
- 구마가이 나오자네
- 구스노키 마사시게
- 기도 다카요시
- 깃카와 히로이에

#### ㄴ
- 나가오 다메카게
- 나가오 하루카게
- 나가쿠라 신파치
- 나오에 가네쓰구
- 나카가와 기요히데
- 니미 니시키
- 니와 나가시게
- 니와 나가히데
- 니혼마쓰 요시쓰구

#### ㄷ
- 다니 다테키
- 다이겐 셋사이
- 다이라노 기요모리
- 다이라노 마사카도
- 다치바나 긴치요
- 다치바나 도세쓰
- 다치바나 무네시게
- 다카스기 신사쿠
- 다카야마 우콘
- 다카하시 쇼운
- 다케나카 시게하루
- 다케다 가쓰요리
- 다케다 노부시게 (1525년)
- 다케다 신겐
- 다케치 즈이잔
- 다테 마사무네
- 다테씨
- 도요토미 히데요리
- 도요토미 히데요시
- 도이 도시카쓰
- 도쿠가와 나리아키
- 도쿠가와 요시노부
- 도쿠가와 이에야스
- 도쿠가와 히데타다

#### ㄹ
- 롯카쿠 요시카타
- 루스 마사카게
- 류조지 다카노부

#### ㅁ
- 마나베 아키후사 (1666년)
- 마쓰나가 히사히데
- 마쓰다이라 가타모리
- 마쓰다이라 노부쓰나
- 마쓰다이라 노부야스 (1559년)
- 마쓰다이라 사다노부 (1759년)
- 마쓰오 바쇼
- 마에다 나가타네
- 마에다 도시나가
- 마에다 도시마스
- 마에다 도시쓰네
- 마에다 도시이에
- 모리 나가요시
- 모리 나리토시
- 모리 다카모토
- 모리 데루모토
- 모리 모토나리
- 모리 요시나리
- 모리 히데카네
- 미나모토노 노리요리
- 미나모토노 다메요시
- 미나모토노 미쓰나카
- 미나모토노 요리미쓰
- 미나모토노 요리토모
- 미나모토노 요시나카
- 미나모토노 요시미쓰
- 미나모토노 요시쓰네
- 미나모토노 요시이에
- 미나모토노 요시토모
- 미야모토 무사시
- 미요시 나가요시
- 미요시 요시쓰구
- 미즈노 다다쿠니

#### ㅂ
- 바바 노부하루
- 벳쇼 나가하루

#### ㅅ
- 사나다 노부시게
- 사나다 노부유키
- 사나다 마사유키
- 사사키 코지로
- 사이고 다카모리
- 사이고노쓰보네
- 사이토 도산
- 사이토 요시타쓰
- 사이토 하지메
- 사카모토 료마
- 사카이 다다시게 (1827년)
- 사카이 다다요
- 사카이 다다키요
- 사쿠마 노부모리
- 세리자와 가모
- 시마 기요오키
- 시마즈 다다쓰네
- 시마즈 다다히사 (헤이안 시대)
- 시마즈 요시히로
- 시마즈 요시히사 (1533년)
- 시바타 가쓰이에
- 쓰카하라 보쿠덴

#### ㅇ
- 아다치 가게모리
- 아라이 하쿠세키
- 아라키 무라시게
- 아마고 요시히사
- 아베 마사카쓰
- 아사쿠라 요시카게
- 아오치 시게쓰나
- 아자이 나가마사
- 아자이 스케마사
- 아자이 히사마사
- 아케치 미쓰히데
- 안코쿠지 에케이
- 야규 무네노리
- 야규 미쓰요시
- 야나기사와 요시야스
- 야마가타 마사카게
- 야마나미 게이스케
- 야마다 나가마사
- 야마우치 가즈토요
- 야스케
- 에노모토 다케아키
- 오다 노부나가
- 오다 노부카쓰
- 오다 노부타다
- 오다 노부히데
- 오오카 다다스케
- 오우치 요시타카
- 오이시 요시오
- 오카다 이조
- 오쿠보 도시미치
- 오키타 소지
- 오토모 소린
- 와타나베 가잔
- 우에스기 가게카쓰
- 우에스기 가게토라
- 우에스기 겐신
- 우키타 나오이에
- 윌리엄 애덤스
- 유키 히데야스
- 이마가와 요시모토
- 이시다 미쓰나리
- 이쓰쿠시마 전투
- 이이 나오마사
- 이이 나오모리 (센고쿠 시대)
- 이이 나오스케
- 이이 나오타카
- 이타가키 노부카타
- 이타가키 다이스케
- 이토 히로부미

#### ㅈ
- 조소카베 모리치카
- 조소카베 모토치카

#### ㅋ
- 코마츠히메
- 키리타니 미레이

#### ㅎ
- 하세쿠라 쓰네나가
- 핫토리 마사나리 (1542년)
- 호소카와 가라샤
- 호소카와 다다오키
- 호소카와 유사이
- 호조 도키무네
- 호조 마사코
- 호조 우지마사
- 호조 우지야스
- 혼다 다다카쓰
- 홋타 마사토시
- 후마 고타로
- 후지와라노 히데사토
- 후쿠시마 마사노리

### 가마쿠라 쇼군
- 미나모토노 요리이에
- 미나모토노 사네토모
- 후지와라노 요리쓰네
- 후지와라노 요리쓰구
- 무네타카 친왕
- 고레야스 친왕
- 모리쿠니 친왕
- 모리요시 친왕

#### 가마쿠라 싯켄
- 호조 도키마사
- 호조 요시토키
- 호조 야스토키
- 호조 쓰네토키
- 호조 도키요리
- 호조 도키무네
- 호조 사다토키
- 호조 다카토키

### 아시카가 쇼군
- 아시카가 다카우지
- 아시카가 요시아키라
- 아시카가 요시미쓰
- 아시카가 요시모치
- 아시카가 요시카즈
- 아시카가 요시노리
- 아시카가 요시카쓰
- 아시카가 요시마사
- 아시카가 요시히사
- 아시카가 요시타네
- 아시카가 요시즈미
- 아시카가 요시하루
- 아시카가 요시테루
- 아시카가 요시히데
- 아시카가 요시아키

### 도쿠가와 쇼군
- 도쿠가와 이에야스
- 도쿠가와 히데타다
- 도쿠가와 이에미쓰
- 도쿠가와 이에쓰나
- 도쿠가와 쓰나요시
- 도쿠가와 이에노부
- 도쿠가와 이에쓰구
- 도쿠가와 요시무네
- 도쿠가와 이에시게
- 도쿠가와 이에하루
- 도쿠가와 이에나리
- 도쿠가와 이에요시
- 도쿠가와 이에사다
- 도쿠가와 이에모치
- 도쿠가와 요시노부

영향력 있던 쇼군의 친척:
- 도쿠가와 미쓰쿠니
- 도쿠가와 나리아키
- 도쿠가와 모치하루
- 도쿠가와 무네타케
- 마쓰다이라 가타모리
- 아이즈 (후쿠시마현)
- 마쓰다이라 사다노부 (1759년)

### 근대 이전

#### 천황
- 진무 천황
- 고분 천황
- 덴무 천황
- 고토바 천황
- 고다이고 천황

#### 황실 지휘관
- 야마토타케루
- 진구 황후

#### 30년 전쟁지휘관
- 사카노우에노 다무라마로
- 아테루이

### 근대
- 아나미 고레치카
- 도이하라 겐지
- 에노모토 다케아키
- 구로키 다메모토
- 마쓰이 이와네
- 오타 미노루
- 스즈키 간타로
- 도고 헤이하치로
- 도조 히데키
- 야마모토 이소로쿠
- 이시와라 간지

## 유명인사

### 아이돌 (남성)
- 아리오카 다이키
- 이나가키 고로
- 야오토메 히카루
- 우치 히로키
- 아카니시 진
- 마츠모토 준
- 다구치 준노스케
- 오카다 준이치
- 혼고 카나타
- 카토리 싱고
- 니노미야 카즈나리
- 카메나시 카즈야
- 이노오 케이
- 코야마 케이치로
- 타치바나 케이타
- 오카모토 케이토
- 기무라 타쿠야
- 도모토 코이치
- 코이케 텟페이
- Hey! Say! JUMP
- 쿠사노 히로노리
- 나카이 마사히로
- 아이바 마사키
- Hey! Say! JUMP
- 무라카미 싱고
- 니시키도 료
- W-inds.
- 오가타 류이치
- 야마다 료스케
- 오노 사토시
- 카토 시게아키
- 무라카미 싱고
- 사쿠라이 쇼
- 칸쟈니∞
- 시부타니 스바루
- 마스다 타카히사
- KAT-TUN
- 우에다 타츠야
- 도모토 츠요시
- 쿠사나기 쓰요시
- 야마시타 토모히사
- 이쿠타 토마
- 요코야마 유
- 나카마루 유이치
- 나카야마 유마
- 나카지마 유토
- 지넨 유리
- 테고시 유야

### 아이돌 (여성)
- Hey! Say! JUMP
- 아키모토 사야카
- 아키야마 리나
- 아리야스 모모카
- 후쿠무라 미즈키
- 히와타시 유이
- 이이쿠보 하루나
- 이쿠타 에리나
- 이시다 아유미 (1997년)
- 이타노 토모미
- 카사이 토모미
- 카시와기 유키
- 카와시마 우미카
- 키타하라 리에
- 코이케 에이코
- 코지마 하루나
- 쿠도 하루카 (가수)
- 쿠스미 코하루
- 마에다 아츠코
- 마노 에리나
- 마츠이 쥬리나
- 마츠이 레나
- 마츠우라 아야
- 미치시게 사유미
- 미네기시 미나미
- 모모타 카나코
- 나카가와 하루카
- 나카가와 쇼코
- 나카무라 지세
- 오시마 유코
- 사사키 아야카
- 사토 마사키
- 사야시 리호
- 사시하라 리노
- 시노다 마리코
- 스즈키 카논
- 타카기 레니
- 다카조 아키
- 타카하시 미나미
- 타마이 시오리
- 우에토 아야
- 와타나베 마유
- 야마모토 아즈사

### 모델
- 혼고 카나타
- 호시노 아키
- May J.
- 쿠로키 메이사
- 모리 리요
- 모리타 스즈카
- 니시우치 마리야
- 후지와라 노리카
- 오카모토 타오
- 야마다 유
- 에비하라 유리

### 음악가, 가수 (남성)
- 오타키 에이이치
- GACKT
- 호소노 하루오미
- 히데
- 이마와노 키요시로
- 토쿠나가 히데아키
- Hyde (음악가)
- 오다 카즈마사
- 구와타 게이스케
- 이나바 코시
- 타마키 코지
- MIYAVI
- 마키하라 노리유키
- 사카모토 류이치
- 사이조 히데키
- 니시카와 다카노리
- 오쿠다 다미오
- 야마시타 타츠로
- 호테이 토모야스
- 쿠보타 토시노부
- 카도마츠 토시키
- 오카무라 야스유키
- YOSHIKI (음악가)
- 이노우에 요스이
- 다카하시 유키히로

### 음악가, 가수 (여성)
- 오오츠카 아이
- 타카하시 아이
- 와다 아키코
- 더브로 아리사
- 안젤라 아키
- 츠치야 안나
- 스즈키 아이리
- 히라노 아야
- 마츠우라 아야
- 우에토 아야
- 히라하라 아야카
- 고마쓰 아야카
- 아야카 (가수)
- 하마사키 아유미
- 키노시타 아유미
- BENI (가수)
- BONNIE PINK
- 쿠리야마 치아키
- 오니츠카 치히로
- 이즈미 리카
- 하지메 지토세
- 크리스털 케이
- 사와지리 에리카
- 히노우치 에미
- GARNET CROW
- 고토 마키
- 하기와라 마이
- HΛL
- 시마부쿠로 히로코
- 히토미 (가수)
- 영춘화속
- 제네 아이코
- 사쿠라다 준코
- 죵리
- 에노모토 카나코
- 와케시마 카논
- 카와세 토모코
- 키타가와 케이코
- 코다 쿠미
- 쿠스미 코하루
- Lia (가수)
- 사카모토 마아야
- 마에다 아츠코
- May J.
- 아마치 마리
- 쿠로키 메이사
- 하야시바라 메구미
- Melody.
- 미히로
- 코마츠 미호
- 나카야마 미호
- 후지모토 미키
- 카토 미리야
- MINMI
- 미즈키 나나
- 야마구치 모모에
- Myco
- 나카시마 미카
- 아무로 나미에
- 나츠야키 미야비
- 사카이 노리코
- 다나카 레이나
- 리본
- 히로스에 료코
- 칸다 사야카
- 미치시게 사유미
- 마츠다 세이코
- 나카가와 쇼코
- 아오야마 텔마
- 이타노 토모미
- 츠구나가 모모코
- 우타다 히카루
- YUI (가수)
- 마키노 유이
- 오카다 유키코
- 오구라 유코
- 이토 유나 (1983년)

### 탤런트
- 우에토 아야
- 벡키 (가수)
- 후쿠이 미나
- 모모이로 클로버 Z
- 와타나베 나오미

### TV 및 라디오 인사
- 이지마 아이
- 이노우에 마오
- 스기타 카오루
- 미노몬타

## 종교 지도자
- 도겐
- 구카이
- 니치렌
- 료칸 (승려)
- 사이교
- 신란
- 아사하라 쇼코
- 도이 다쓰오
- 하마오 후미오
- 이케다 다이사쿠
- 바오로 미키
- 우치무라 간조
- 오카다 다케오
- 사토와키 아사지로
- 시라야나기 세이이치
- 다쿠안 소호
- 다구치 요시고로

## 과학자
- 에사키 레오나
- 이케다 기쿠나에
- 기타자토 시바사부로
- 나카야 우키치로
- 스기모토 교타
- 다나카 고이치
- 도네가와 스스무
- 도모나가 신이치로
- 야기 히데쓰구
- 유카와 히데키

## 수학자
- 히로나카 헤이스케
- 이와사와 겐키치
- 고다이라 구니히코
- 모리 시게후미
- 사토 미키오
- 세키 다카카즈
- 시무라 고로
- 다카기 데이지
- 다니야마 유타카
- 요네다 노부오

## 경제학자
- 기요타키 노부히로
- 모리시마 미치오
- 다케나카 헤이조
- 우에쿠사 가즈히데

## 기타 저명인
- 핫타 요이치
- 고바야시 다케루
- 미야모토 시게루
- 니토베 이나조
- 마쓰시타 고노스케
- 오노다 히로
- 오스기 사카에
- 사카이 토시히코
- 사이고노쓰보네
- 스기하라 지우네
- 다지리 사토시
- 데라다 도라히코
- 우치무라 간조
- 요코이 군페이

## 기타 일본인
- 하시모토 레이카
- 츠치야 안나
- BENI (가수)
- 아사노 타다노부
- 쿠로키 메이사
- 안젤라 아키
- 나카지마 메구미 (성우)
- 와타나베 에미
- 미나미 (배우)
- Sowelu
- 다나카 마르쿠스 툴리오
- LISA (가수)
- 무로후시 고지
- 포켓몬스터 스페셜
- 무로후시 유카
- 오카다 마스미
- 카네시로 타케시
- 시로타 유

| Disambiguation icon | 이 문서는 명칭이 같고 같은 종류에 속하는 여러 대상을 연결하는 색인 문서입니다. |